# Koninklijke Nederlandse Stoomboot-Maatschappij

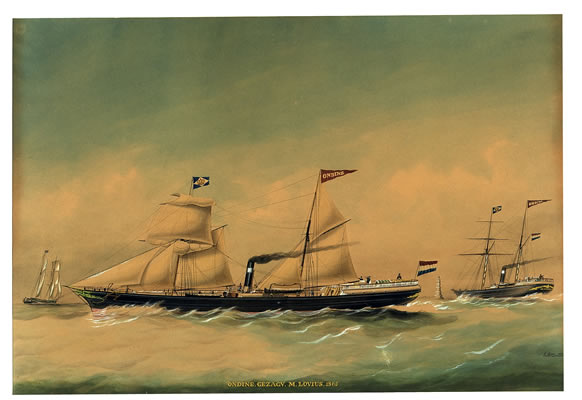
Ondine, un de premiers navires de la compagnie en 1856, arbore la cheminée noire avec les deux bandes blanches caractéristiques.

La Koninklijke Nederlandse Stoomboot-Maatschappij (« Compagnie royale de bateaux à vapeur des Pays-Bas » en néerlandais) ou KNSM, était une compagnie maritime néerlandaise basée à Amsterdam qui a existé de 1856 à 1981.
Elle était la plus grosse compagnie maritime de la capitale, et figurait également parmi les dix plus grandes du pays. Elle était principalement compétitive sur les navires de marchandise de taille moyenne, et opérait également des navires de passagers. En 1939, au moment où elle connut le plus de succès, elle comptait une flotte de 79 navires. 48 d'entre eux furent cependant perdus au cours de la Seconde Guerre mondiale, mais la compagnie parvient tout de même à survivre. À partir de 1972, l'entreprise prit le nom de KNSM BV en tant que filiale de la holding KNSM Group NV. Elle fut finalement acquise par Nedlloyd en 1981.
Son ancien siège situé sur le Prins Hendrikkade porte toujours le nom de Scheepvaarthuis.